# Frank Pellegrino
Frank Joseph Pellegrino (* 19. Mai 1944 in East Harlem, Manhattan, New York; † 31. Januar 2017 in New York City, New York) war ein US-amerikanischer Schauspieler und Gastronom.
Pellegrino trat ab 1989 in mehr als 30 Film- und Fernsehproduktionen auf. Bekannt wurde er durch seine Rolle als FBI-Agent Frank Cubitoso in der Serie Die Sopranos. Neben seiner Tätigkeit als Schauspieler war er ein erfolgreicher Gastronom mit seinem Restaurant Rao’s in seinem Heimatviertel East Harlem.
Pellegrino starb im Alter von 72 Jahren an Lungenkrebs.
Frank Pellegrinios Geschichte wurde im Buch "Teufelsköche" von Juan Moreno und Mirco Taliercio, erschienen beim Piper Verlag,  veröffentlicht.

## Filmografie (Auswahl)
- 1990: GoodFellas – Drei Jahrzehnte in der Mafia (Goodfellas)
- 1994: 2 Millionen Dollar Trinkgeld (It Could Happen to You)
- 1994–1995: New York Undercover (Fernsehserie)
- 1997: Cop Land
- 1998: Das Fenster zum Hof (Rear Window)
- 1999: Mickey Blue Eyes
- 1999–2002, 2004: Die Sopranos (Fernsehserie)